# 히가시코엔지역
히가시코엔지역(일본어: 東高円寺駅, ひがしこうえんじえき)은 도쿄도 스기나미구에 있는 철도역이다.

## 역 구조
상대식 승강장 2면 2선의 지하역.

### 승강장
| 1 | 마루노우치 선 | 오기쿠보 방면                 |
| 2 | 마루노우치 선 | 신주쿠・긴자・이케부쿠로 방면 |

## 역세권 정보
- 세시온 스기나미
- 아오모리 가도
- 오쿠보 도리
- 니코니코 로드
- 여자 미술대학 본부・스기나미 캠퍼스

## 역사
- 1964년 9월 18일: 영업 개시.

## 인접역
| 도쿄 메트로 마루노우치 선  | 도쿄 메트로 마루노우치 선 | 도쿄 메트로 마루노우치 선    |
| -------------------------- | ------------------------- | ---------------------------- |
| M03 신코엔지 오기쿠보 방면 | 마루노우치 선             | M05 신나카노 이케부쿠로 방면 |